# Фигероа, Хулия
Ху́лия Фигеро́а Пе́нья (исп. Julia Figueroa Peña; род. 7 апреля 1991, Кордова, Андалусия) — испанская дзюдоистка, призёр чемпионатов мира и Европы.

## Биография
Родилась в 1991 году в Кордове. В 2016 году приняла участие в Олимпийских играх в Рио-де-Жанейро, но стала там лишь 9-й. В 2019 году завоевала бронзовую медаль Европейских игр.
В июне 2021 года на чемпионате мира, который состоялся в столице Венгрии, в Будапеште, испанская спортсменка завоевала бронзовую медаль в весовой категории до 48 кг, победив в схватке за 3-е место спортсменку из Аргентины Кейси Перафан.